# Polygala poaya
Polygala poaya är en jungfrulinsväxtart som beskrevs av Carl Friedrich Philipp von Martius. Polygala poaya ingår i släktet jungfrulinssläktet, och familjen jungfrulinsväxter. Inga underarter finns listade i Catalogue of Life.